# Ectrichodiinae
Die Ectrichodiinae sind eine Unterfamilie der Raubwanzen (Reduviidae) aus der Teilordnung Cimicomorpha. Sie werden im Englischen gelegentlich als Millipede Assassin Bugs („Doppelfüßer-Mordwanzen“) bezeichnet.

## Merkmale
Die Ectrichodiinae sind meist durch folgende Eigenschaften gekennzeichnet: Das Schildchen (Scutellum) weist zwei nach hinten gerichtete Fortsätze auf; das erste und letzte Fühlerglied ist häufig unterteilt; die Vorderflügelmembran besitzt 2 oder 3 geschlossene Zellen; an den vorderen und mittleren Tibia befinden sich Fossulae spongiosae (spezialisierte haarige Strukturen, die dem Festhalten dienen). Viele Arten weisen einen starken Sexualdimorphismus auf.
Ferner weisen verschiedene Arten eine Warnfärbung auf.

## Verbreitung und Lebensweise
Die Ectrichodiinae sind zirkumtropisch verbreitet.
In Europa ist die Unterfamilie nicht vertreten. In den Festland-USA gibt es zwei Arten aus einer Gattung.
Die Wanzen leben hauptsächlich auf Laub. Sie sind meist nacht- und dämmerungsaktiv. Als Prädatoren sind sie auf Doppelfüßer (Diplopoda) spezialisiert.

## Taxonomie und Systematik
Die Unterfamilie wurde 1843 von Amyot & Serville geschaffen, als diese die Familie der Reduviidae unterteilten. Die Unterfamilie hat bis heute Bestand. Es werden mindestens 673 beschriebene Arten in 123 Gattungen den Ectrichodiinae zugeordnet. Die Unterfamilie besitzt bisher keine Tribusunterteilung.

## Gattungen
Die Unterfamilie der Ectrichodiinae wird in folgende Gattungen unterteilt:
- Adrania Stål, 1863
- Afrocastra Breddin, 1903
- Antiopula Bergroth, 1894
- Antiopuloides Miller, 1952
- Audernaculus Miller, 1941
- Audernacus Distant, 1904
- Austrokatanga Weirauch, Rabitsch & Redei, 2009
- Bannania Hsiao, 1973
- Bayerus Distant, 1904
- Bergeviniella Villiers, 1948
- Borgmeierina Wygodzinsky, 1949
- Brisbanocoris Miller, 1957
- Brontostoma Kirkaldy, 1904
- Caecina Stål, 1863
- Caloundranius Miller, 1957
- Centraspis Schaum, 1862
- Centropleurocoris Miller, 1955
- Choucoris Cai, 2000
- Cimbus Hahn, 1831
- Cleptria Stål, 1855
- Colastocoris Miller, 1959
- Cricetopareis Breedin, 1903
- Cryptonanus Dougherty, 1995
- Daraxa Stål, 1859
- Distirogaster Horvath, 1914
- Ditulocoris Miller, 1955
- Doblepardocoris Dougherty, 1995
- Dystecta Breddin, 1901
- Echinocoris Livingstone & Ravichandran, 1992
- Ectrichodia Lepeletier & Serville, 1825
- Ectrichodiella Fracker & Bruner, 1924
- Ectrychotes Burmeister, 1835
- Ectrychotoides Miller, 1953
- Eriximachus Distant, 1902
- Gibbosella Chłond, 2010
- Glymmatophora Stål, 1855
- Godefridus Distant, 1904
- Guionius Distant, 1909
- Haematoloecha Stål, 1874
- Haematorrhophus Stål, 1874
- Hemihaematorrhophus Murugan & Livingstone, 1995
- Hexamerocerus Reuter, 1881
- Idiocleptria Miller, 1956
- Kasaka Schouteden, 1952
- Katanga Schouteden, 1953
- Labidocoris Mayr, 1865
- Lamprogastocoris Miller, 1952
- Leptomendis Breddin, 1903
- Libaviellus Miller, 1941
- Libavius Distant, 1904
- Libyomendis Breddin, 1903
- Luluacoris Villiers, 1972
- Maraenaspis Karsch, 1892
- Margacoris Carpintero, 1980
- Mascaregnasa Distant, 1909
- Menbyolidis Villiers, 1948
- Mendis Stål, 1859
- Mendola Breddin, 1900
- Microsanta Breddin, 1903
- Microstemmatoides Putshkov, 1985
- Microstemmella Miller, 1952
- Microstemmidea Miller, 1952
- Mimocleptria Horvath, 1914
- Miomerocerus Karsch, 1892
- Nannocleptria Miller, 1952
- Nebriscoides Miller, 1957
- Nebriscus Bergroth, 1895
- Neobayerus Miller, 1953
- Neohaematorrhophus Ambrose & Livingstone, 1986
- Neolibavius Miller, 1941
- Neosantosia Miller, 1941
- Neoscadra Miller, 1941
- Neoscadroides Miller, 1954
- Neozirta Distant, 1919
- Nularda Stål, 1859
- Okondo Schouteden, 1931
- Paracleptria Miller, 1952
- Paralibavius Paiva, 1919
- Parascadra Miller, 1953
- Paravilius Miller, 1955
- Philodoxus Horvath, 1914
- Pothea Amyot & Serville, 1843
- Preangerocoris Miller, 1954
- Pseudodaraxa Carpintero, 1980
- Pseudopothea Wygodzinsky, 1951
- Pseudozirta Bérenger & Gil-Santana, 2005
- Pyrodocoris Miller, 1955
- Quercetanus Distant, 1904
- Quinssyana Distant, 1913
- Racelda Signoret, 1863
- Rellimocoris Dougherty, 1982
- Rhiginia Stål, 1859
- Rhysostethus Hsiao, 1973
- Rochonia Distant, 1913
- Santosia Stål, 1858
- Scadra Stål, 1859
- Scadrana Miller, 1953
- Schmitzicoris Villiers, 1976
- Schottus Distant, 1902
- Schuhella Dougherty, 1995
- Sciaphilocoris Miller, 1949
- Sinchocoris Dougherty, 1995
- Sphinctocoris Mayr, 1865
- Stegius Distant, 1902
- Synavecoris Villiers, 1953
- Synectrychotes Livingstone & Murugan, 1987
- Tamaonia China, 1940
- Toxopeusiana Miller, 1954
- Toxopus Bergroth, 1905
- Tracasafra Villiers, 1948
- Travassocoris Wygodzinsky, 1947
- Triclepola Villiers, 1948
- Vilius Stål, 1863
- Wygodzinskyocoris Dougherty, 1995
- Xarada Carpintero, 1980
- Xenorhyncocoris Miller, 1938
- Zirta Stål, 1859
- Zombocoris Miller, 1952

## Arten (Auswahl)
- Ectrichodia crux (Thunberg, 1783)
- Rhiginia cinctiventris (Stål, 1872)
- Rhiginia cruciata (Say, 1832)